# Karl Peglau (ingenieur)
Karl Peglau (1927–2009) was een Duits ingenieur en verkeerspsycholoog, vooral bekend als de ontwerper van het Ampelmännchen, het iconische voetgangersverkeerslichtsymbool dat gebruikt werd in de voormalige Duitse Democratische Republiek (DDR). Peglau werd geboren in Berlijn en specialiseerde zich als psycholoog in verkeersveiligheid en het gedrag van voetgangers. Zijn ontwerp groeide uit tot een herkenbaar symbool van de Oost-Duitse cultuur en werd na de Duitse hereniging een populair nostalgisch icoon.

## Vroege Leven en Carrière
Karl Peglau werd geboren in 1927 in Berlijn. Al vroeg ontwikkelde hij een interesse in psychologie en richtte zich uiteindelijk op verkeerspsychologie, met een speciale focus op veiligheid voor voetgangers en bestuurders. In de jaren zestig ging hij werken voor de verkeersafdeling van de Oost-Duitse overheid.

## Ontwikkeling van het Ampelmännchen

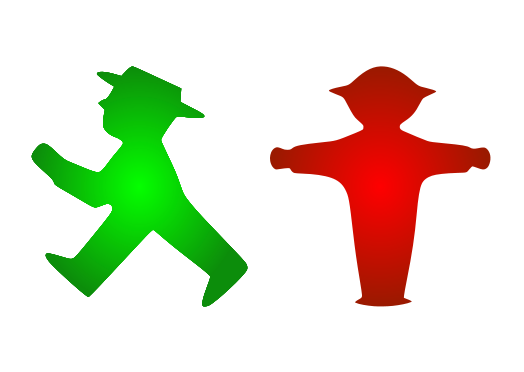
het Ampelmännchen

In de jaren zestig kreeg Peglau de opdracht om voetgangersverkeerslichten te ontwerpen die eenvoudig te begrijpen waren, zelfs voor kinderen en mensen met een visuele beperking. In 1961 introduceerde hij het Ampelmännchen, een figuur met een kenmerkende hoed die een vriendelijke en toegankelijke uitstraling had. Peglau’s ontwerpen werden aanvankelijk specifiek in Oost-Duitsland gebruikt en werden al snel een belangrijk onderdeel van het straatbeeld.
Het Ampelmännchen werd geliefd in de DDR door zijn eenvoud en charme. Peglau's doel was om de verkeersveiligheid te vergroten door signalen te creëren die voor iedereen goed zichtbaar en begrijpelijk waren.

## Nalatenschap en Culturele Impact
Na de Duitse hereniging in 1990 waren er plannen om de verkeerssymbolen te standaardiseren, wat het einde van het Ampelmännchen zou kunnen betekenen. Dankzij brede steun van het publiek bleef het symbool echter behouden en werd het een geliefd cultureel icoon, zowel in Oost- als in West-Duitsland. Tegenwoordig wordt Peglau’s Ampelmännchen gezien als een nostalgisch symbool van de Oost-Duitse identiteit en heeft het zelfs geleid tot een scala aan merchandise en kunstwerken.
Karl Peglau overleed in 2009, maar zijn nalatenschap leeft voort via het Ampelmännchen, dat een blijvend onderdeel is van de Duitse straatcultuur en ontwerpwereld.
- Gemeinsame Normdatei: 1105300684
- Virtual International Authority File: 25146825472007631856